# Félsivatag

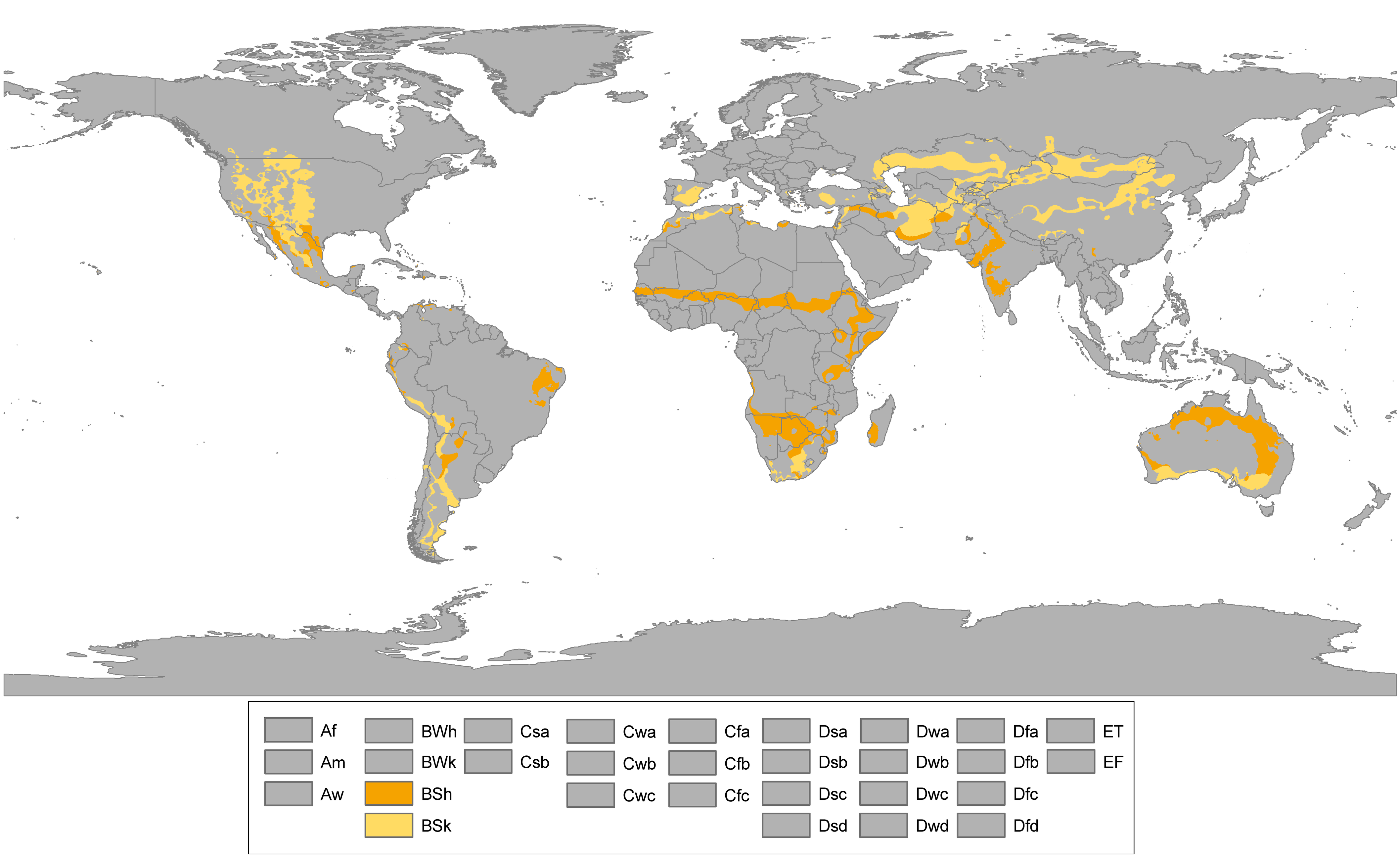
Félsivatagok
– szubtrópusi, forró félsivatagok
– mérsékelt övi, hideg telű félsivatagok

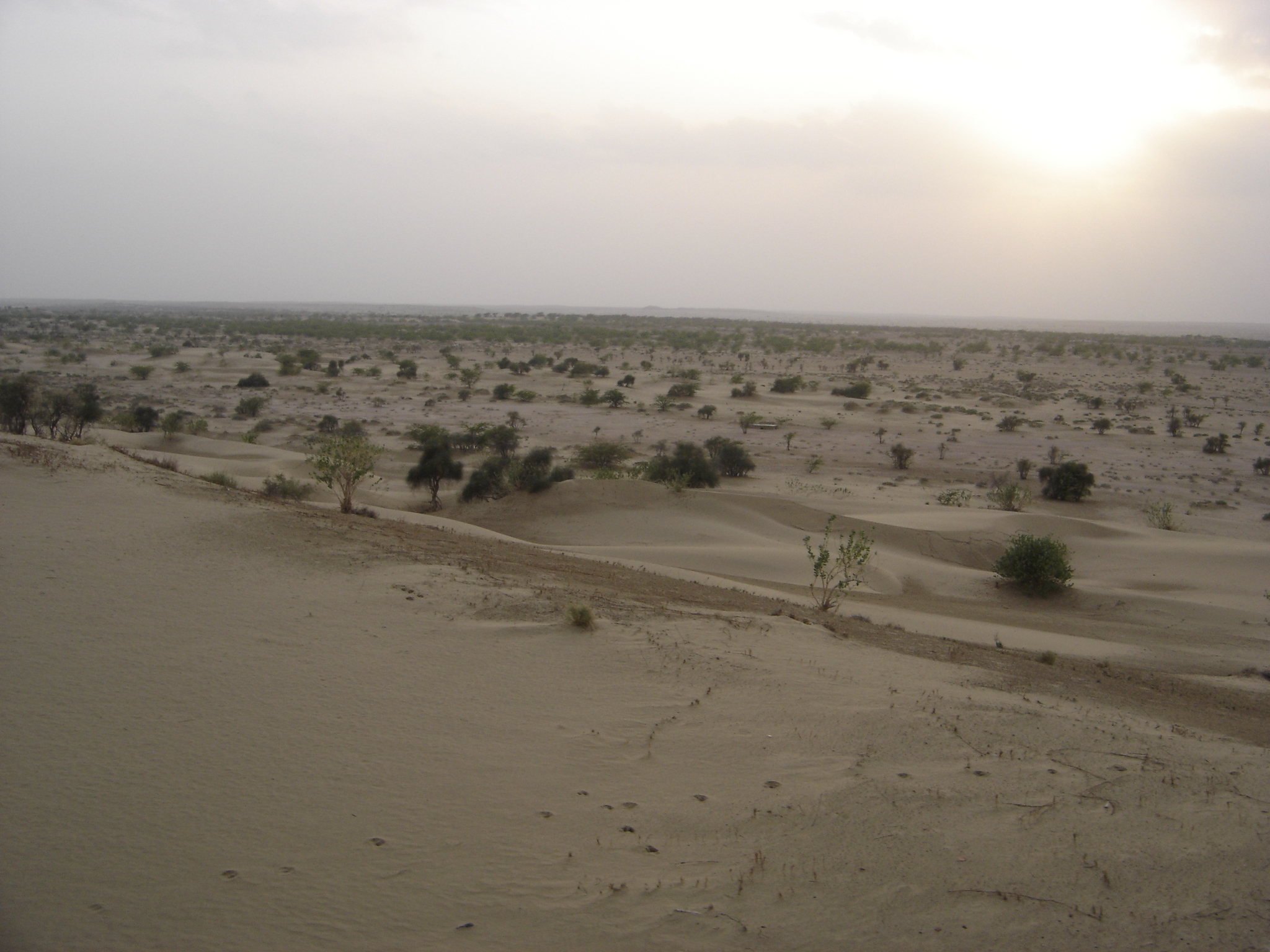
Thár-sivatag, India

A félsivatag átmenet a sivatag és a füves puszta (préri, sztyeppe, szavanna) között. Ez az átmeneti öv akár több száz kilométer széles is lehet. 
Két fő fajtájaː
- szubtrópusi, forró félsivatagok,
- mérsékelt övi, hideg telű félsivatagok.

## Élővilág
A száraz éghajlat miatt keményszálú füvek, bozótok és más szárazságtűrő növények találhatók e tájon. A gyér növényzet még elegendő az erősen sós termőtalaj kialakítására, amely a félsivatagot elkülöníti a talajtakaró nélküli sivatagtól, illetve a csernozjomos (feketeföldes) mérsékelt övi és a margalitos (szintén feketeföldes) trópusi füves pusztától. Jellegzetesek a tamariszkusz cserjék, az ürömfélék, a kaktuszfélék (Amerika), a szakszaul (Közép-Ázsia). A növények gyökerei rendszerint mélyre hatolnak, a víztartó rétegekig.
Állatvilága: hüllők (kígyók, gyíkok), kutyafélék (pl. sivatagi róka) és macskafélék (pl. hiéna, vadmacska), teve, sáskák, pókfajok, skorpiók, ugrólábú rágcsálók, madarak (pl. talpastyúk, pusztai ölyv) stb.

## Nagyobb félsivatagok
- A Kaszpi-tenger vidékén. Itt, a Kaszpi-tengert övező félsivatagi övezetben homokos és vöröses talajok találhatók.
- Turáni-alföld egyes részei. Többnyire só- és szárazságtűrő növények élnek a területen, ilyenek: a homoki sás, a homoki akác, a fejlett gyökerű tevetövis és a szakszaul. [3]
- A Közel- és Közép-Kelet számos régiója, mint Észak-Mezopotámia, a Perzsa-part, a Sinai-fsz. egyes részei, az Arab-fsz. egyes részei, Irán egyes területei, a Szokotra-szk.
- Az indiai-szubkontinensen a Thár-sivatag peremterületei, a Dekkán-fennsík egyes részei
- Az afrikai Száhil öv
- Afrika szarva
- Dél-Afrikában a Kalahári-medence, a Richtersveld stb.
- A Góbi-sivatag egyes részei, Mongólia nagy része
- Az USA nyugati felének nagy része, Észak-Mexikó. Ez a régió Sonora, Mojave, Chihuahua, Arizona, Baja California és Colorado félsivatagaiból áll.
- Dél-Amerikában a Paraguana-félsziget és Cordillera de la Costa (Venezuela), a La Guajira-félsziget és Tatacoa-sivatag (Kolumbia), Észak-Chile, továbbá a földrajzilag nem, de politikailag a dél-amerikai Ecuadorhoz tartozó Galapagos-szigetek.
- Ausztráliában a Belső-ausztráliai-medence peremrészei
- Spanyolországban a Taberna-sivatag és a Tajo-völgy